# Otis Howard
Willie Otis Howard (Oak Ridge, 5 novembre 1956) è un ex cestista statunitense.

## Carriera

Una stoppata di Howard ai tempi della Sarila Rimini nel 1978

Centro di 205 centimetri, nel 1978 ha iniziato la sua carriera professionistica sui parquet dell'NBA, giocando 3 partite con i Milwaukee Bucks e 11 con i Detroit Pistons.
Nell'estate dello stesso anno era stato chiamato dal Basket Rimini per un provino, ma la società romagnola (che si apprestava a disputare il primo campionato di Serie A2 della propria storia) gli preferì inizialmente Steve Mitchell. Con la morte di quest'ultimo, avvenuta a dicembre, Howard è stato chiamato come sostituto al fianco dell'altro americano Mark Crow. Howard ha chiuso quella stagione con una media di 26,8 punti, 13,5 rimbalzi di media a gara e il 57,3% al tiro, oltre a diventare un beniamino del pubblico con giocate atletiche e spettacolari. È rimasto a Rimini anche per l'intera annata 1979-80.
A partire dalla stagione 1980-81 si è trasferito alla Pallacanestro Brindisi. Al suo primo anno in Puglia, trascina la squadra alla promozione in Serie A1 con un contributo di 26,2 punti e 14,3 rimbalzi a partita. L'anno seguente ha continuato ad avere medie simili (26,3 punti e 13,7 rimbalzi di media) ma ciò non è bastato ad evitare la retrocessione in A2. La stagione 1982-83 è stata la sua più prolifica in Italia dal punto di vista realizzativo, avendo segnato 29,0 punti a partita. La sua quadriennale parentesi brindisina si è chiusa al termine del campionato 1983-84.
Nell'estate del 1984 Howard è approdato nella Liga ACB spagnola con l'ingaggio da parte del Barcellona, che lo ha chiamato per prendere il posto di Marcel Starks. Durante la sua stagione in maglia blaugrana, la squadra ha conquistato la Coppa delle Coppe 1984-1985 e la Coppa Intercontinentale 1985. Successivamente è rimasto in Spagna per altri due anni, trascorsi però con i colori dell'OAR Ferrol.
È ritornato in Italia nel 1987-88 con il contratto firmato con l'Auxilium Torino di Serie A1. In 30 partite di regular season in cui ha viaggiato a 20,5 punti e 10,1 rimbalzi di media, ha contribuito al raggiungimento dei play-off.
Nel 1988-89 Howard è sceso nuovamente in Serie A2, accordandosi in questo caso con Montecatini. Il club termale, che era al suo secondo campionato di A2 di sempre, a fine stagione ha centrato una storica promozione in Serie A1 anche grazie ai 18,3 punti e 10,0 rimbalzi dello stesso Howard. Tra le varie prestazioni, si è reso protagonista di una memorabile rimonta proprio nei play-out promozione, in una fondamentale partita contro Pavia: i toscani erano sotto di 12 punti a poco più di un minuto dalla fine, ed erano orfani dello squalificato bomber Boni oltre ad avere Niccolai e Knego fuori per falli, tuttavia Howard (che fino a quel momento nell'arco dell'intera stagione aveva segnato solo una tripla in 37 partite) ha segnato tre triple che hanno permesso il raggiungimento dei tempi supplementari e la conseguente vittoria.
La sua ultima stagione professionistica è stata nel 1989-90, durante la quale ha indossato i colori del Tenerife fino al mese di gennaio.
Tra Serie A1 e A2 italiana ha segnato un totale di 5.934 punti. Ha preso parte a tre All-Star Game, due del campionato italiano (nel 1983 a Caserta e nel 1984 a Treviso) e uno in quello spagnolo (nel 1987 a Vigo).

## Palmarès
- Liga catalana: 1

Barcellona: 1984
- Coppa delle Coppe: 1

Barcellona: 1984-85
- Coppa Intercontinentale: 1

Barcellona: 1985
- Promozione in Serie A1: 2

Pallacanestro Brindisi: 1980-81
Montecatini Sporting Club: 1988-89